# Oliva de Palerm
Oliva de Palerm   (Palerm, c. 448 (Gregorià) - Tunis, 10 de juny de 463 (Gregorià)) fou una noia cristiana, morta màrtir a causa de la seva fe. És venerada com a santa per l'Església Catòlica i la seva festivitat és el dia 10 de juny. També rep veneració pels musulmans a Tunis.

## Biografia
Segons la llegenda Oliva era l'atractiva filla d'un aristòcrata sicilià. De ben jove va consagrar-se al Senyor, mostrava menyspreu a les riqueses i feia caritat als pobres. L'any 454 es produeix l'ocupació de Palerm i la conquesta de Sicília per Genseric, rei dels vàndals, portant els cristians al martiri. Oliva acompanyava els presos i encoratjava als cristians a ser forts en la seva fe. Els vàndals, veient que res podien contra la seva fe i amb l'impediment de martiritzar-la per no enemistar-se amb la seva noble i poderosa família, van enviar-la a Tunis, on el seu governador estava temptat a vèncer la seva virtut i constància.
A Tunis Oliva va començar a fer miracles i a convertir pagans, fet pel qual va ser desterrada al desert, envoltada d'animals salvatges que res van fer contra ella. Un dia uns senyors de Tunis que anaven de caça van trobar-la i, impressionats per la seva bellesa van intentar abusar-ne, però Oliva els va convertir. Després de realitzar curacions miraculoses a malalts de la regió, Oliva va convertir molts pagans a la fe cristiana. Quan el governador va conèixer aquests fets la va fer arrestar i empresonar dins la ciutat. Allí la va flagel·lar, escarnificar i submergir dins una caldera d'oli bullent, però cap mal va aconseguir causar-li. Finalment, va morir decapitada el 10 de juny de l'any 463.

## Veneració

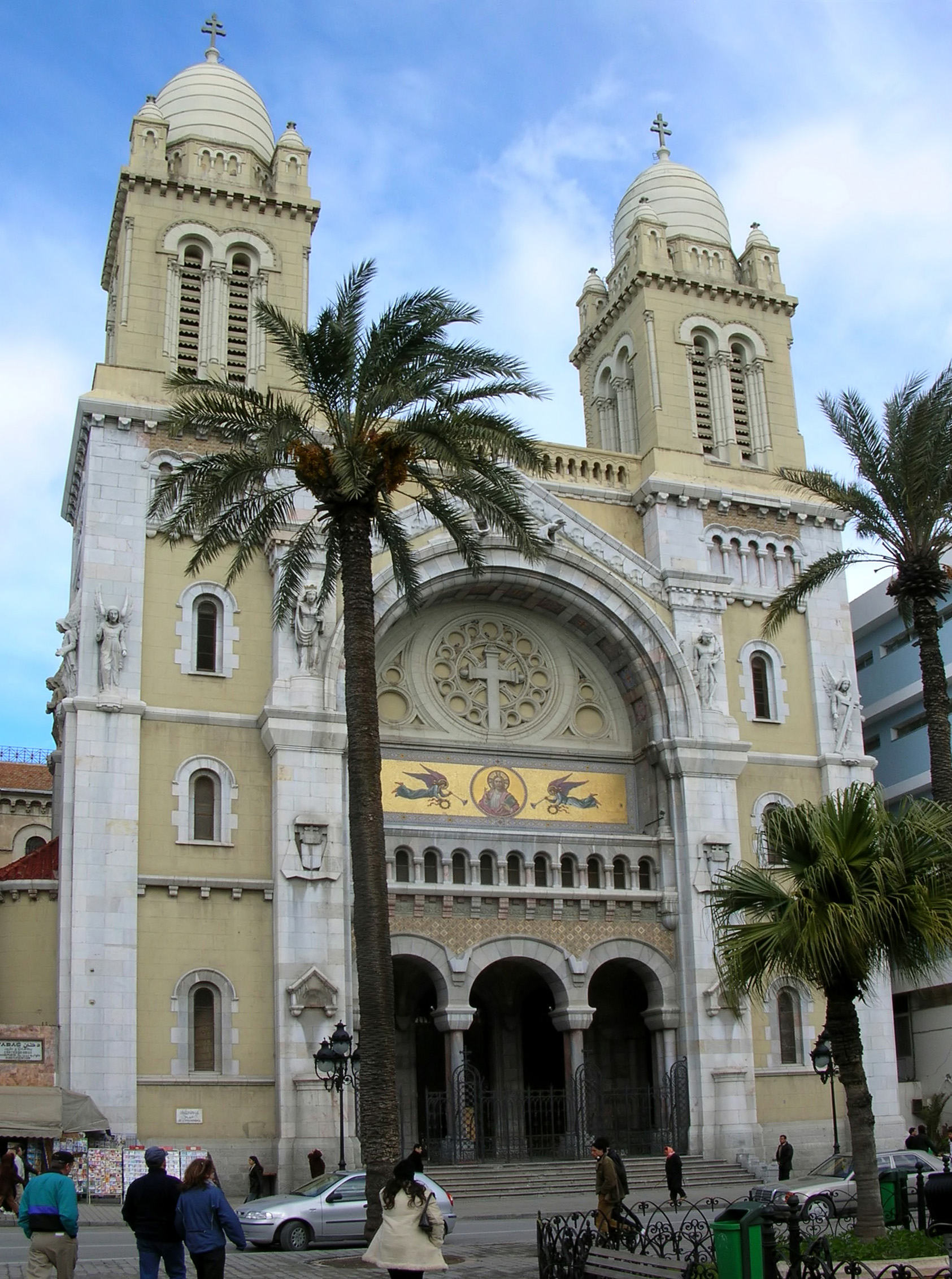
Catedral de Sant Vicenç de Paül i Santa Oliva (Tunis, Tunísia)

Segons la tradició cristiana, el seu cos va ser raptat per cristians i dut a Palerm, on fou enterrat.
Santa Oliva és la patrona d'Olesa de Montserrat i és venerada també a les localitats sicilianes de Monte San Giuliano, Termini Imerese, Alcamo i Pettineo i a la ciutat de Palerm, d'on és la patrona secundària.
Tot i ser designada patrona d'un dels quatre districtes de Palerm el seu culte va disminuir després de la descoberta de les presumptes relíquies de santa Rosalia, qui va salvar de la pesta a la ciutat l'any 1624.

### Santa Oliva, patrona d'Olesa de Montserrat
La coincidència dels atributs (una branca d'olivera) i del nom Oliva amb la preuada varietat autòctona d'oliva olesana, conreu principal d'Olesa de Montserrat va fer que al llarg dels segles aquesta població agafés santa Oliva com a advocada i protectora del conreu de l'olivera.
Els olesans s'encomanaven a santa Oliva amb aquest vers: «Santa Oliva beneita: mata la cuca i deixa l'aceita».
La devoció va ser tan gran que una de les noves capelles beneïdes a l'església parroquial de Santa Maria després de les reformes de l'any 1595 fou dedicada a la santa.
Per petició popular l'any 1621, Joan Sentís, bisbe de Barcelona, va atorgar a Olesa de Montserrat la celebració de festa de precepte en la diada de la santa. El 10 de juny de 1664 el papa Alexandre VII va concedir santa Oliva de Palerm com a patrona principal de la vila, amb quatre dies d'indulgència plenària visitant el seu altar de l'església parroquial. Dos anys més tard, el 30 de novembre de 1666, les relíquies de la santa van arribar a la vila d'Olesa essent rebudes amb processó solemne de tot el poble.
Aquestes venerades relíquies de santa Oliva es troben acompanyades per les relíquies de sant Antoní (màrtir de Roma) i de santa Eufèmia (verge i màrtir) dins d'un reliquiari de plata, elaborat per argenters de Barcelona a mitjan segle xvii. El reliquiari, conservat habitualment dins les dependències de l'arxiu parroquial, és exposat a la pública veneració dels fidels el 10 de juny, quan Olesa de Montserrat celebra la festivitat de santa Oliva, patrona de la vila.
L'any 1675 se li va dedicar una capella erigida damunt un dels portals que configuraven el clos de la vila. Aquest portal, anomenat popularment Porxo de Santa Oliva, és situat dins el nucli històric d'Olesa de Montserrat i és l'últim que encara es conserva.
A més d'aquest portal a Olesa de Montserrat hi té dedicat un carrer (Carrer de Santa Oliva), una plaça (Placeta de Santa Oliva) i un parc (Parc del porxo de Santa Oliva) al voltant.
Altres institucions o associacions de la vila d'Olesa que duen el nom de santa Oliva són:
- Biblioteca Santa Oliva.
- Fundació Privada Santa Oliva, residència d'avis.
- Associació Prodisminuïts Santa Oliva.
- Esbart Santa Oliva de la Unió Excursionista de Catalunya.
- Col·lectiu de Joves de les Festes de Santa Oliva.

## Santa Oliva i l'islam

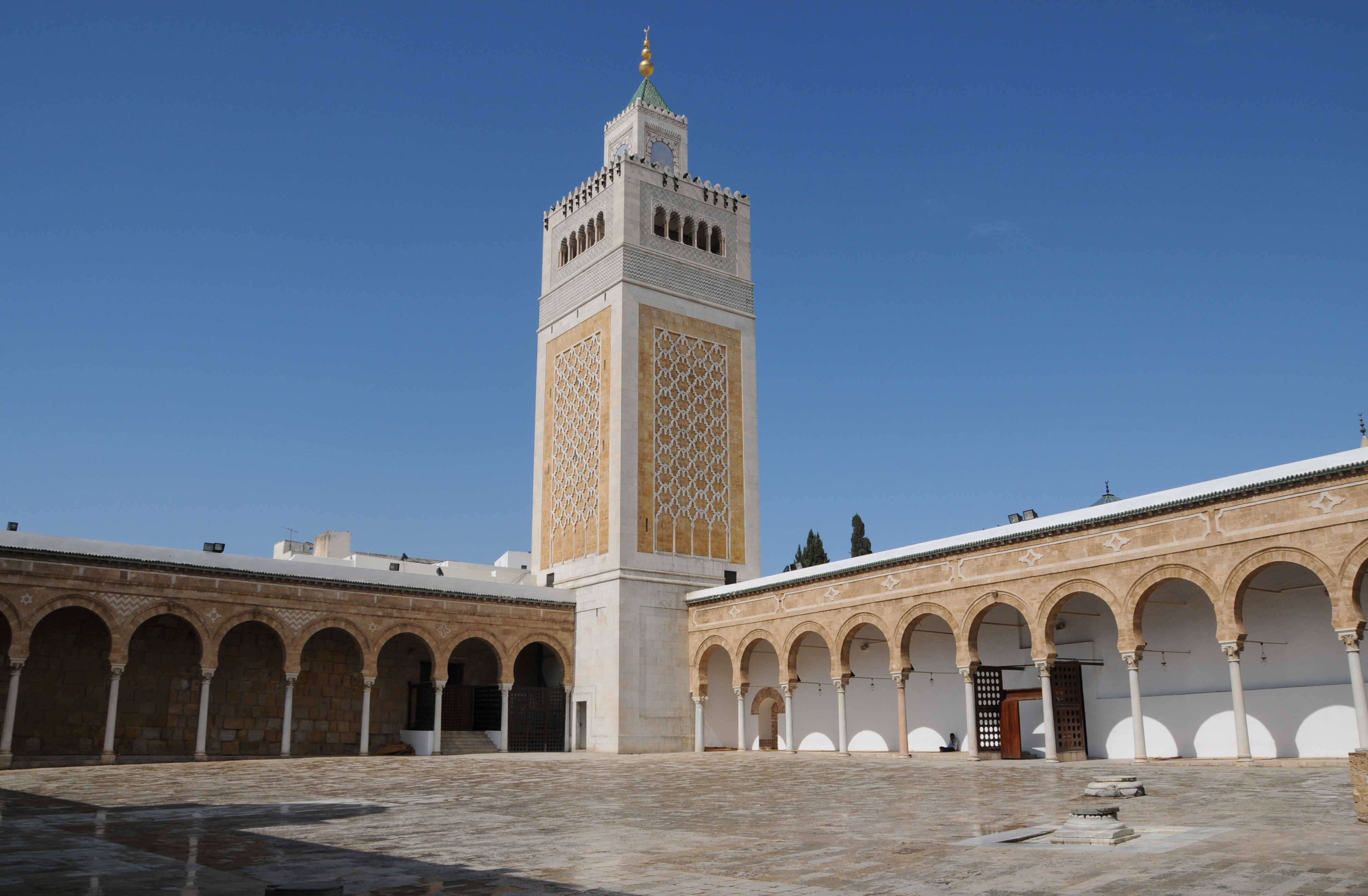
Jāmiʿ al-zaytūna (Mesquita de l'Oliva), Tunis (Tunísia). Pati interior i minaret principal

La mesquita més antiga i més gran de Tunis s'anomena jami az-Zaytuna (àrab: جامع الزيتونة, jāmiʿ az-Zaytūna), literalment ‘mesquita de l'Oliva’. Segons van escriure Ibn Khaldun i al-Bakrí aquesta mesquita va ser construïda l'any 116 de l'hègira (731 dC) per Ubayd-Al·lah ibn al-Habhab. Una llegenda diu que s'anomena mesquita de l'Oliva perquè es va construir damunt un antic lloc de culte on hi havia una olivera. Però l'explicació més acceptada és la llegenda transmesa per Ibn Abi-Dínar que parlava sobre la presència de la tomba de santa Oliva en aquell mateix emplaçament. Investigacions recents han constatat que certament aquesta mesquita va ser construïda damunt d'una basílica cristiana. Amb l'arribada de l'islam, l'església va ser reconvertida en mesquita conservant l'advocació però traduint-ne el nom a l'àrab.
La santa és particularment venerada a Tunis perquè supersticiosament es pensa que si es profana el lloc i el seu record s'esdevindrà una gran desventura. Hi ha una dita molt popular a la ciutat de Tunis que diu: «Desgraciat qui parli malament de santa Oliva, ja que Déu amb tota seguretat el castigarà».